# 花園の迷宮
『花園の迷宮』（はなぞののめいきゅう）は、山崎洋子による日本の小説。1986年、講談社より出版された。第32回江戸川乱歩賞受賞作品であり、彼女の作家デビュー作品である。
1度ずつ映画、テレビドラマ化されている。

## あらすじ
昭和恐慌真っ只中の昭和7年、横浜・真金町の遊郭「福寿」で不可解な殺人事件が次々と起こる。女中として働く少女・ふみは一緒に売られてきた友人・美津を殺された事から、この事件の謎に迫っていく。

## 書籍情報
- 単行本 1986年9月10日発行、講談社刊 ISBN 9784062029698、
- 文庫版 1989年7月15日発行、講談社文庫、ISBN 9784061844872

## 映画
1988年に島田陽子主演・伊藤俊也監督、東映京都撮影所製作・東映配給で映画化。
原作とは大幅な改変がなされている。主人公を遊郭の女主人・秋元多恵に変更し、原作の主人公・ふみ（冬実）は事件を見届ける役回りの脇役になっている。時代も10年下り、戦時下の昭和17年に設定されており、犯人こそ同じだが、犯行動機や背景は異なったものとなっている。
この映画での共演がきっかけで、島田陽子と内田裕也の交際が始まったが、後に破局した。

### スタッフ
- 監督：伊藤俊也
- 企画：日下部五朗
- 製作：本田達男、中山正久
- 脚本：松田寛夫
- 撮影：木村大作
- 音楽：池辺晋一郎
- 美術：西岡善信
- 照明：増田悦章

### キャスト
- 秋元多恵：島田陽子
- 冬実：工藤夕貴
- 美津/椿：野村真美
- 百合：黒木瞳
- 武宮海軍中尉：名高達郎
- 牡丹：辻沢杏子
- 夕顔：伊藤祐未
- 紅葉：首藤真沙保
- 桔梗：朝比奈順子
- 紫苑：久米朗子
- 芙蓉：斉藤厚子
- 藤：広瀬朋子
- 秋元市太郎：中尾彬
- お徳：白木万理
- お民：丸平峯子
- 番頭：小島三児
- 原田（刑事）：寺田農
- 高木（捜査主任）：伊武雅刀
- 軍需成金：菅貫太郎
- 海軍将官：西田健
- セメント職人：粟津號
- 秋元キク：江波杏子
- 三谷荘介：内田裕也

その他 - 大木晤郎、高並功、野口貴史、岩尾正隆、三浦賢二、中島葵

### 製作
キャスティング
島田陽子は本作のオールヌードシーンに伊藤俊也監督との話し合いを続けながらも葛藤し、内田裕也からの温かい言葉に救われ、以降付き合うようになったという。
製作会見
東映京都撮影所（以下、東映京都）は、昔から映画人から怖いところとビビられ、同じ東映京都で1973年に撮影された『三池監獄 兇悪犯』の事件以来、それが増幅し、東京の役者が東映京都に行くことを恐れ、東映京都初参戦の内田裕也が、1987年9月21日に行われた製作記者会見で、「金属バットを持って乗り込む」と凄んだ（三池監獄 兇悪犯#エピソード参照）。製作が決定した時点では、メインキャストとして近藤正臣と小川真由美の出演が予定され、近藤は1987年9月の製作発表会見でも出演者として告知されていた。製作費8億円。
演出
監督の伊藤俊也、撮影の木村大作とも島田陽子の印象が薄く、『白昼の死角』などの出演作のフィルムを取り寄せて観たが、顔の表情が乏しく、徹底的にしごかなければしょうがない、島田陽子を変えなければならない、という結論に達した。島田は昨今の女優からはあまり聞かれないが、背の高いことを気にして出演作全てで猫背になっていた。それでは惨めな感じになるので、木村はちょっとでもその姿勢が出たらすぐに注意した。ヌードのシーンでは胸が小さいのを気にしてまた猫背になるので、木村が「外国の女優さんを見てごらんなさい。胸があろうがなかろうが気にしないから、ある種の美しさが出るんですよ」等と言って説得した。伊藤も木村も今迄にない島田陽子を作り上げたいと必死だった。
美術&撮影
監督の伊藤は前作『花いちもんめ』でリアルなものをやったので、木村に「次は逆の虚構な世界をやってみたい。どうせ木村さんとやるんなら、ストーリーもハラハラドキドキ、映像もハラハラドキドキみたいな、原点の"さそり"に帰ってみたい。アイデアがあったら出して欲しい」と伝えた。木村は脚本段階から伊藤に意見を出し、木村の意見は美術も含め脚本決定稿に反映された。
日本最大の映画ステージである310坪の東映京都第11ステージに、9メートルの本物のエレベーター付き、地上3階、地下1階の総工費1億2500万円をかけ福寿楼の豪華セットを建設。基礎工事から鉄骨を組み立て、高さ15メートルを超える吹き抜け、巨大シャンデリア、ステンドグラスなどで見事に装飾され、建設に2か月の歳月をかけた。特撮でもクレジットされている木村が特撮も担当した。空は実景、2階から上は絵を書いてもらい、ネオンはミニチュア等、合成が必要なシーンはこれらとセットと組み合わせた。ロケはほぼ無しで、このワンセットでほぼ撮影が行われた。同じステージに遊郭のセットを組んだ『吉原炎上』では3階建てながら、2階に部屋がある設定にしたため高さが出しにくくなっていると木村が、美術の西岡善信に「3階に部屋を作って欲しい」と要望を出し、部屋を3階にも作った。また木村と伊藤とで、「あれはどうやって撮ったんだろう、と思わせる映像を散りばめたい」と木村・伊藤・西岡と照明の増田悦章と相談しながら、福寿楼のセットを作った。レトロ感を出すため、全体の80％でスモークを焚いた。原料は石炭で煙で顔が真っ黒になり、東映労組から「伊藤組粉砕！」と糾弾された。カメラの木村はアメリカ製の作業用リフトを大阪で探してきて、大半がリフトに乗り撮影。木村は『宇宙からのメッセージ』などでも使用したシュノーケル・カメラで、一部セットの内部を撮影したかったが、当時でもレンタル代金が1日100万円と聞いて断念し、リフトの下にカメラを仕込み、足の裏が見えるような低い移動のカットに使った。ズームは使わず、9割は移動、フィックス撮影はほぼ無し。木村は日頃カメラマンはあまり技術は必要ない、と思っていたが、本作で久しぶりに自身の技術を出し切ったと話している。
1987年9月中旬クランクイン、同年12月中旬完成。

### 興行
1988年の正月映画第二弾の一本立て興行。正月映画前半はシリーズ第4作の『ビー・バップ・ハイスクール 高校与太郎狂騒曲』と『はいからさんが通る』の二本立て（1987年12月12日～1988年1月14日）、本作は1988年1月15日～2月19日まで。正月映画を真ん中で割って二プロ出すことを続けた会社は東映以外になく、館主からは喜ばれた。

### 作品の評価
配収3億円、3.5億円。高岩淡東映専務は「日下部五朗以下、スタッフ皆んな脚本で悩みぬいていたし、推理映画というのは日本では難しいですね。現場は一生懸命作ったけど、パッと火がつかなかった。やはり企画の問題だと思う。江戸川乱歩賞をとった時にすぐやった方が良かったと思います。結局時間が経ったということ」等と述べている。ビデオ売上は20.021本。当時のビデオ価格は1万5000円位のためビデオ売上は3億円ぐらいと見られるが、製作費が高いため、赤字だったと見られる。

## テレビドラマ
日本テレビ開局35周年記念として、1988年3月29日に『火曜サスペンス劇場』枠で放送された（放送時間：21時02分 - 23時21分）。
映画版と同じ東映が制作した。こちらは原作に比較的忠実に作られている。
スタッフ
- 監督：斎藤光正
- 脚本：金子成人
- 音楽：佐藤允彦
- 撮影：水巻祐介
- 技斗：上野隆三
- スタジオ：東映京都撮影所
- プロデューサー：長富忠裕、田辺昌一、桑原秀郎、吉村晴夫、上阪久和、天尾完次
- 企画：小坂敬
- 制作著作：東映

キャスト
- 北村ふみ：斉藤由貴
- お民：初井言榮
- 荘介：杉本哲太
- 秋元陽太郎：田中隆三
- お徳：千石規子
- 牡丹：愛染恭子
- お巻：絵沢萌子
- 山吹：竹井みどり
- 遠山美津：小野沢智子
- 永井：梅津栄
- 安二：深水三章
- 金次：左とん平
- ナレーター：加藤治子
- 秋元多恵：岡田茉莉子
- その他 - 岡部征純、井上昭文、大竹修造、檜よしえ、明日香尚、北見青子、川田路子、石倭裕子、一柳みる、平映子、北見唯一　ほか